# 岩手県立中部病院
岩手県立中部病院（いわてけんりつちゅうぶびょういん）は、岩手県北上市に所在し、岩手県が運営する病院である。岩手中部保健医療圏の災害拠点病院、地域がん診療連携拠点病院そして地域医療支援病院である。2009年（平成21年）に「岩手県立花巻厚生病院」と「岩手県立北上病院」を統合し岩手県立中部病院と改称して開院。

## 沿革

### 旧・岩手県立北上病院
- 1904年（明治37年）7月 - 和賀病院が創設。
- 1944年（昭和19年）3月 - 日本医療団岩手県支部和賀病院。
- 1948年（昭和23年）4月 - 岩手県国民健康保険団体連合会に経営移管、国保和賀病院と改称。
- 1950年（昭和25年）11月 - 県営移管し岩手県立和賀病院と改称。
- 1956年（昭和31年）4月 - 県立北上病院に名称変更。
- 1968年（昭和43年）1月 - 救急病院指定告示。
- 1981年（昭和56年）2月 - 二次救急医療実施病院指定。
- 2009年（平成21年）3月29日 - 引っ越し閉院。跡地は北上済生会病院が移転。

### 旧・岩手県立花巻厚生病院
- 1939年（昭和14年）11月 - 岩手県医薬購買販売利用組合連合会花巻厚生病院、開設許可。
- 1940年（昭和15年）11月 - 開院式。
- 1941年（昭和16年）12月 - 岩手県信用販売購買利用組合連合会に経営移管、県産連花巻厚生病院と改称。
- 1943年（昭和18年）11月 - 岩手県農業会に移管、県農業会花巻厚生病院と改称。
- 1948年（昭和23年）11月 - 岩手県厚生農業協同組合連合会に経営移管、厚生連花巻厚生病院と改称。
- 1950年（昭和25年）11月 - 県営移管で岩手県立花巻厚生病院と改称。
- 1967年（昭和42年）11月 -  救急病院指定告示。
- 1981年（昭和56年）2月 -  第二次救急医療実施。
- 2009年（平成21年）3月29日 - 引っ越し閉院。跡地は総合花巻病院が移転。

### 岩手県立中部病院
- 2009年（平成21年）4月1日 - 岩手県立花巻厚生病院と岩手県立北上病院が統合、岩手県立中部病院として開院。
- 2010年（平成22年）6月 - 岩手県の地域周産期母子医療センターに指定。
- 2010年（平成21年）9月 -   地域医療支援病院に指定。
- 2017年（平成29年）6月 - 平成29年度「自治体立優良病院会長」の表彰。

## 診療科
- 総合診療科
- 内科
- 消化器内科
- 小児科
- 形成外科
- 皮膚科
- 循環器内科
- 血液内科
- 外科
- ストーマ外来
- 精神科
- 神経内科
- 呼吸器内科
- 整形外科
- 呼吸器外科
- 糖尿病・代謝内科
- 心療内科
- 腫瘍内科
- 小児外科
- 脳神経外科
- 泌尿器科
- 耳鼻咽喉科
- 産婦人科
- 眼科
- 放射線科
- 麻酔科
- 病理科
- ペインクリニック
- 緩和ケア科